# 디아나 비안케디
디아나 비안케디(이탈리아어: Diana Bianchedi, 1969년 11월 4일~)는 이탈리아의 펜싱 선수, 체육행정인으로 주 종목은 플뢰레이다. 1992년 하계 올림픽과 2000년 하계 올림픽에서 여자 플뢰레 단체전 금메달을 획득했으며 세계 선수권 대회에서 금메달 5개, 은메달 1개, 동메달 4개를 획득했다. 